# Гертруда Хурлер
Гертруда Хурлер (Таборзец, 1. септембар 1889 — Растенберг, 1965) била је немачка педијатрица, која ће остати запамћена по неколико открића у медицини, чији медицински епоними, њој у част, данас носе њено име: (Hurler's cells, Hurler's syndrome, Hurler's variant, Hurler-Scheie syndrome).

## Живот и каријера
Рођена је  у малом месту Таборзец, у округу Растенбург, на пољско-мемачкој граници (данас у Пољској у Војводству варминско-мазурском), као ћерка лекара опште праксе. Основно школовање завршила је у Кенигсбергу а медицину је студирала на Универзитету у Минхену.
Након стицања дипломе лекара, специјализирала је педијатрију у Дечјој болници Хаунер (названој по Аугусту фон Хаунеру, 1811—1884). Године 1919. преселила се у Нојхаузен, где је обављала педијатријску праксу више од 45 година.
За време националсоцијализма у Немачкој била је члан Националсоцијалистичке немачка радничке партије и нацистичког медицинског удружења.
Године 1914. удала се за ветеринара, доктора Конрада Хурлера кога је инспирисала да стекне медицинску квалификацију. Следеће године родила је ћерку Елизабет, која је касније студирао медицину, и сина Франца Густава, рођеног 1921. године, који је погинуо током акције у Другом светском рату.
Гертруда Хурлер је била изузетан лекар и веома драга и поштована особа од стране пацијената. Остаће запамћена по открићу једне од најтежих мукополисахаридоза - мукоплосакаридозе тип I, која је по њој добила назив Хурлеров синдром.
Преминула је 1965. године у Растенбергу у 76. години живота.

## Епоними
Епоними изведени из имена Гертруде Хулер:
- Hurler's cells
- Hurler's syndrome
- Hurler's variant
- Hurler-Scheie syndrome